# Castra Praetoria
I Castra Praetoria erano l'accampamento della guardia pretoriana a Roma, situato nell'estrema parte nord-orientale della città, tra il Viminale e l'Esquilino, tra la via Nomentana e la via Tiburtina. La caserma antica ha dato il nome al rione circostante del Castro Pretorio.
Il campo misurava 440 x 380 metri, cioè 16,72 ha e presentava verso ovest un'area per le esercitazioni o campus.  Le mura del castra, alte sotto Tiberio 3-5 metri, furono danneggiate durante la guerra civile del 69 d.C. e ricostruite da Vespasiano. Quando Aureliano fornì di mura la città, l'accampamento dei pretoriani fu inglobato nel loro percorso. 
Oggi vi sorge la Caserma "Castro Pretorio", sede del Raggruppamento Logistico Centrale dell'Esercito Italiano, che può quindi vantarsi di essere, attualmente, la caserma più antica al mondo ancora presidiata da militari. In una parte del sito militare ceduto al Comune di Roma (ex piazza d'armi) si trova la Biblioteca Nazionale Centrale di Roma.

## Storia

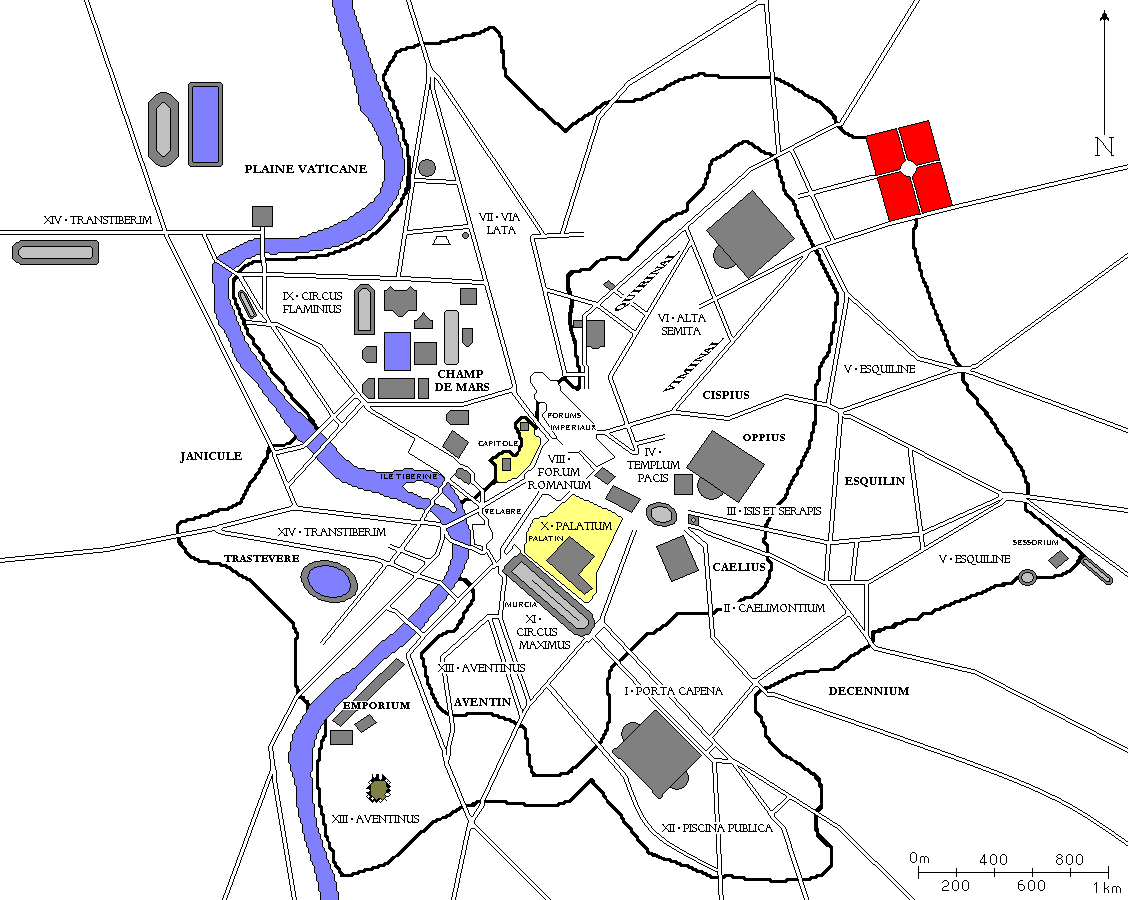
Localizzazione dei Castra Praetoria nell'antica Roma

I pretoriani costituivano il principale corpo della guardia imperiale. Costituiti sotto Augusto tra il 29 e il 20 a.C., ebbero grande influenza nella storia dell'impero, fino allo scioglimento sotto Costantino.
La caserma venne costruita tra il 20 e il 23 d.C. da Tiberio per consiglio del potente comandante (præfectus prætorio) Seiano, per radunarvi le nove coorti esistenti. 
Il recinto dei castra venne inglobato nelle mura cittadine costruite dall'imperatore Aureliano nella seconda metà del III secolo: in questa occasione il recinto venne innalzato, ancora in opera laterizia, e vennero chiuse le porte. Il muro venne ulteriormente alzato sotto Massenzio, agli inizi del IV secolo e vi furono inoltre aggiunte delle piccole torri. Ulteriori interventi si ebbero sotto Onorio e nel VI secolo ad opera dei Bizantini (restauro in particolare del lato meridionale con materiali di recupero, forse blocchi in tufo provenienti dalle mura serviane). Sotto lo Stato Pontificio l'area fu sistemata a vigne e orti.
Tra il XVI e il XVIII secolo si ebbero una serie di restauri ai resti della recinzione. Nel XVII secolo sul sedime dei castra si installò la villa del Noviziato dei Gesuiti: la zona assunse così il nome di Macao dall'omonima colonia portoghese in Cina, oggetto della principale missione estera della Compagnia, che vendette la proprietà sul finire del '700. Nel 1862 il cardinale Francesco Saverio de Mérode, allora Pro-ministro delle Armi, decise la costruzione della caserma "Pio IX" per alloggiarvi gli Zuavi pontifici.
A partire dal 1960 vi furono condotti scavi preliminari all'impianto della Biblioteca Nazionale Centrale di Roma e della stazione metropolitana di Castro Pretorio, nel corso dei quali si rinvennero diversi resti delle strutture interne. Nei pressi fu rinvenuto nel XIX secolo un grandissimo deposito di anfore romane, utilizzato per riempire il fossato del vicino aggere delle mura serviane. Sulla base di queste anfore, appartenenti a varie epoche, fu possibile a Heinrich Dressel definire la tipologia di questo tipo di contenitori.

## Descrizione della struttura
I castra avevano un perimetro quadrangolare, con angoli arrotondati e il lato meridionale obliquo. Se ne conservano tuttora tre lati e tracce del quarto lato occidentale, che apriva verso la città.
Il recinto che circondava la caserma (440 x 380 metri), interamente costruito in opera laterizia, presentava addossate sul lato interno una serie continua di celle in opera reticolata coperte con volta a botte, sopra le quali correva il cammino di ronda. Il muro originario era alto 4,75 metri e munito di merli, poi rialzato di 2,50 - 3 metri da Aureliano quando lo incluse nelle mura. 
Al centro dei lati si aprivano quattro porte (la praetoria, la decumana, la principalis sinistra e la principalis dextera), resti delle quali sono ancora visibili sui lati settentrionale e orientale.
All'interno gli ambienti seguivano le mura per tutta la lunghezza, mentre nella parte centrale era occupata da due lunghe file di edifici, originariamente su due piani. Tra di essi correvano strade interne. Un gruppo di questi edifici venne rinvenuto alla fine del XIX secolo nei lavori di viale Castro Pretorio, mentre altri sono stati scavati nella seconda metà del XX secolo durante i lavori alla Biblioteca Nazionale Centrale di Roma, che venne costruita sul sito dell'antica caserma. 
Il lato rivolto alla città, distrutto da Costantino quando abolì la guardia pretoriana, presentava un arco di marmo, del quale sono stati rinvenuti alcuni elementi. Il campo delle esercitazioni era infine posto al di fuori del muro di cinta, in un'ampia area sterrata fra la caserma e la città.

I Castra Pretoria spiccano per la notevole finezza del laterizio, con il quale sono eseguite le cornici a metà altezza, i pilastri e altri dettagli architettonici.

Mappe dei Castra Praetoria
Mappa attuale, con gli attuali enti
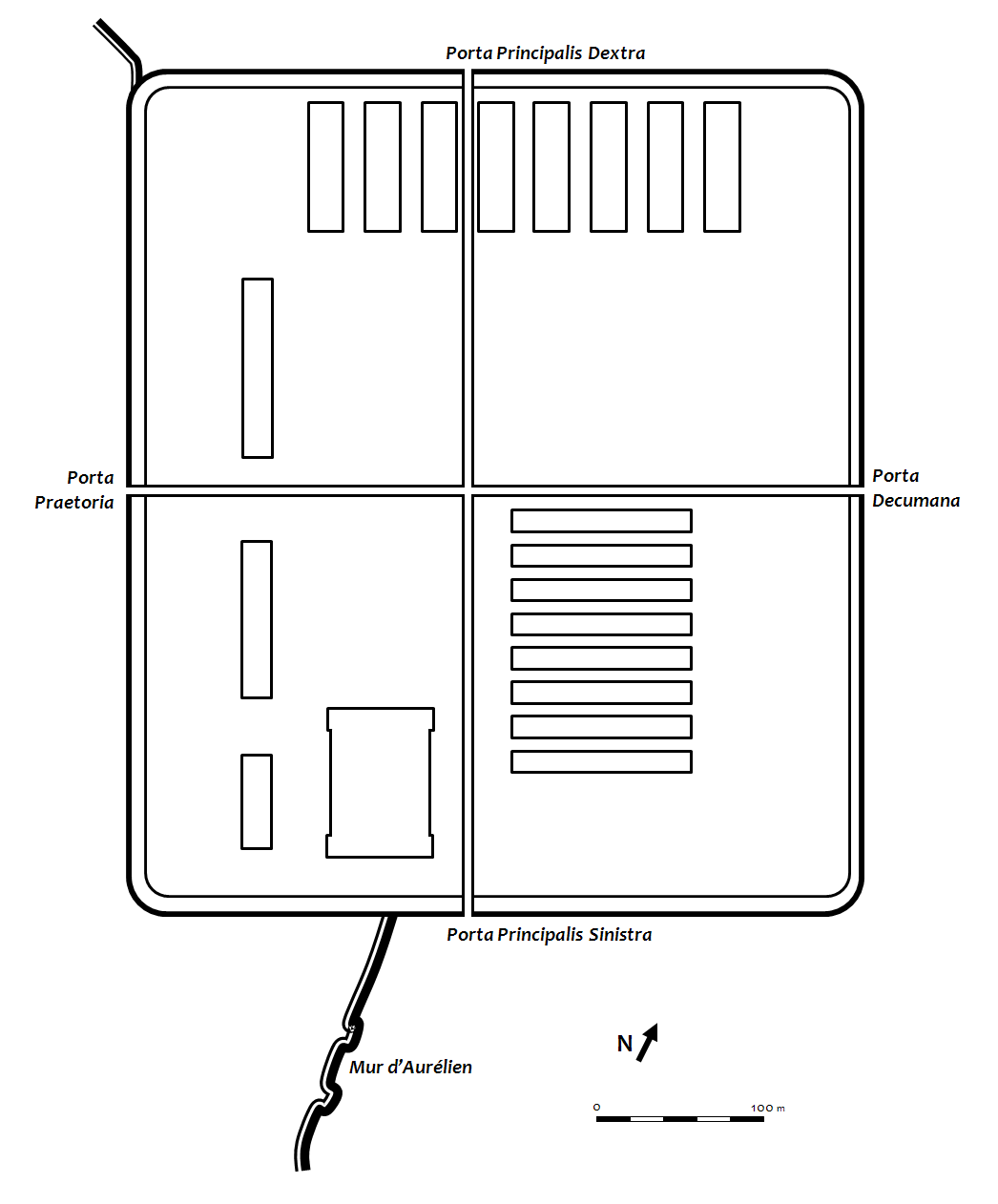
Ricostruzione grafica dei Castra Praetoria

Altre foto
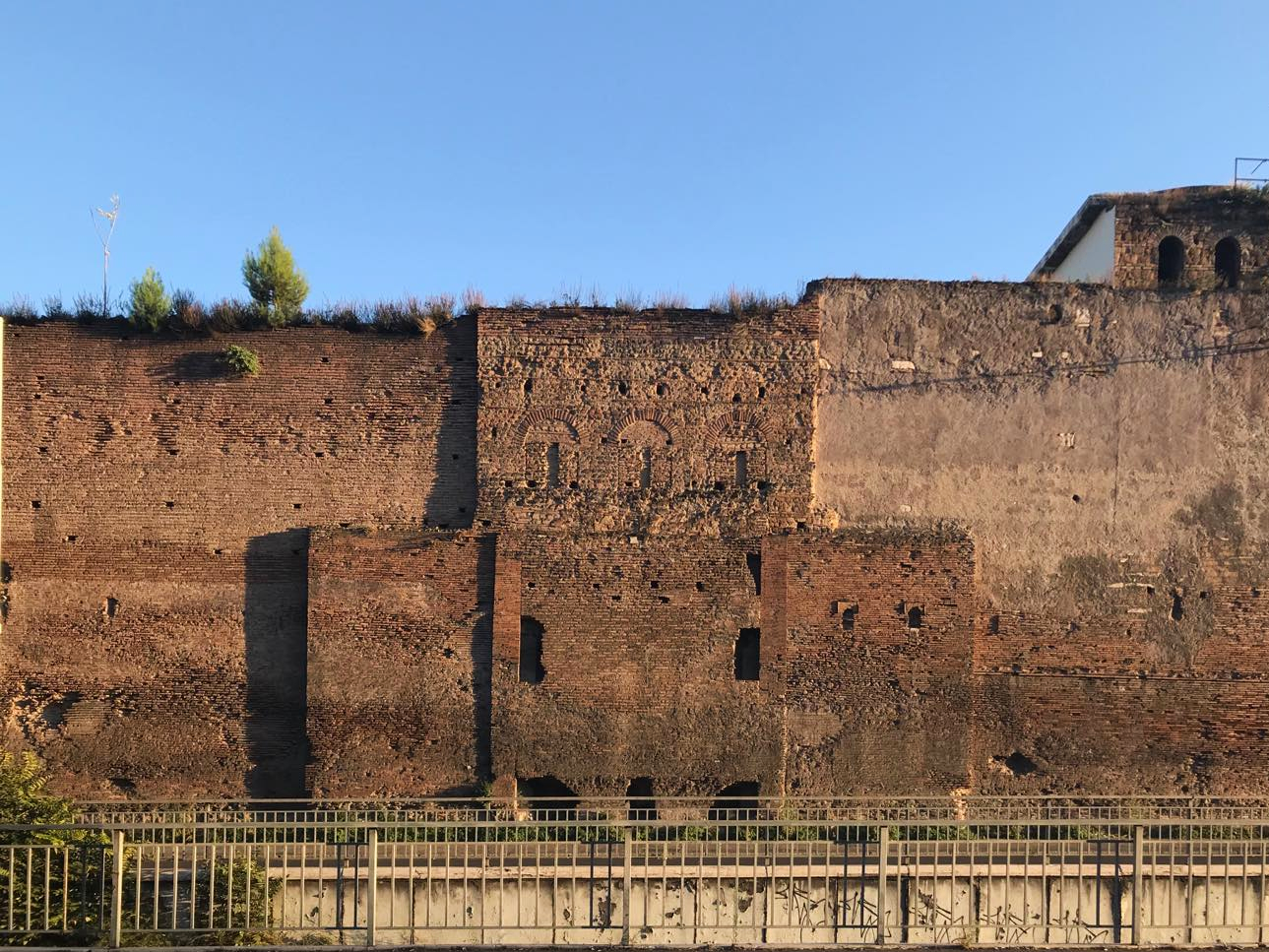
Tracce della Porta Pretoriana
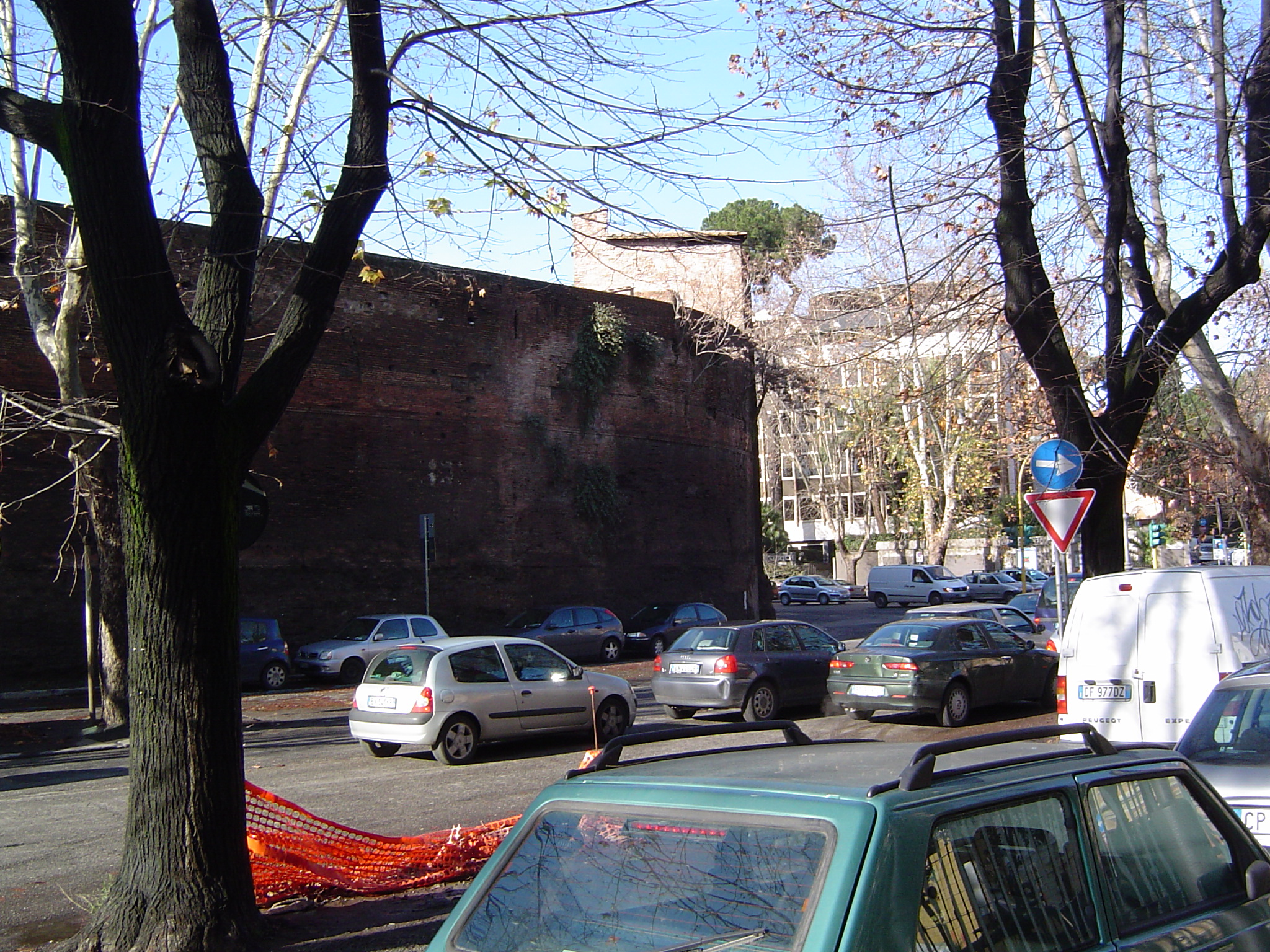
Resti del muro di ronda
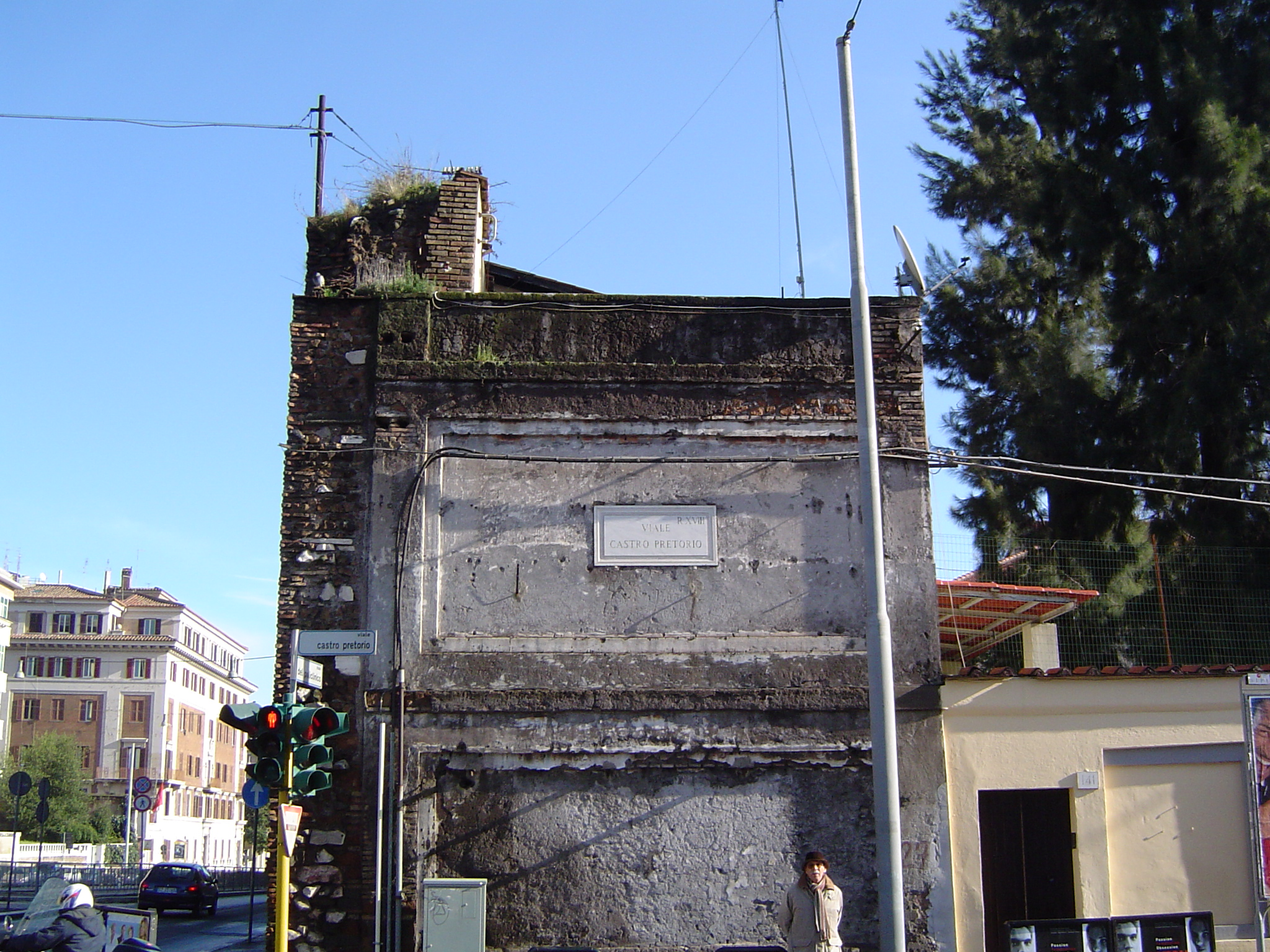
Il muro nord dei Castra Praetoria
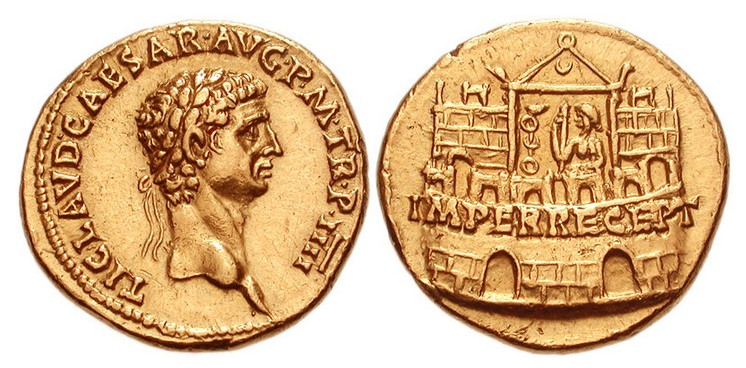
Aureo di Claudio (RIC I 25). Al rovescio vi è una raffigurazione stilizzata dei Castra Praetoria